# Абедзаде, Амир
Амир Абедзаде (перс. امیر عابدزاده‎; род. 26 апреля 1993, Тегеран) — иранский футболист, вратарь испанского клуба «Кастельон» и сборной Ирана.

## Клубная карьера
Амир Абедзаде, сын вратаря сборной Ирана по футболу Ахмада Резы Абедзаде, занимался футболом в системе тегеранского клуба «Персеполис», а также в Великобритании и США, где играл в United Soccer League. 3 июля 2014 года он перешёл в иранский «Рах Ахан», где тренером вратарей работал его отец в то время. 18 сентября того же года Амир Абедзаде дебютировал в иранской Про-лиге, выйдя на замену на 34-й минуте домашнего матча против «Персеполиса».
23 января 2017 года Абедзаде подписал соглашение с португальским «Маритиму» после хорошего периода выступлений за «Баррейренсе» в третьей по значимости лиге Португалии.
17 июля 2024 года перешёл в испанский клуб «Кастельон».

## Карьера в сборной
19 мая 2018 года Амир Абедзаде дебютировал в составе сборной Ирана в домашней товарищеской игре против команды Узбекистана, выйдя в основном составе. Он был включён в состав сборной Ирана на чемпионат мира по футболу 2018 года в России.

## Статистика выступлений

### В сборной
| Матчи и голы Амира Абедзаде за сборную Ирана | Матчи и голы Амира Абедзаде за сборную Ирана | Матчи и голы Амира Абедзаде за сборную Ирана | Матчи и голы Амира Абедзаде за сборную Ирана | Матчи и голы Амира Абедзаде за сборную Ирана | Матчи и голы Амира Абедзаде за сборную Ирана | Матчи и голы Амира Абедзаде за сборную Ирана |
| №                                            | Дата                                         | Место проведения                             | Соперник                                     | Счёт                                         | Голы                                         | Соревнование                                 |
| -------------------------------------------- | -------------------------------------------- | -------------------------------------------- | -------------------------------------------- | -------------------------------------------- | -------------------------------------------- | -------------------------------------------- |
| 1                                            | 19 мая 2018                                  | Азади, Тегеран                               | Узбекистан                                   | 1:0                                          | —                                            | товарищ.                                     |
| 2                                            | 28 мая 2018                                  | Башакшехир Фатих Терим, Стамбул              | Турция                                       | 1:2                                          | -1                                           | товарищ.                                     |
| 3                                            | 8 июня 2018                                  | Тренировочная База ФК Спартак, Москва        | Литва                                        | 1:0                                          | —                                            | товарищ.                                     |
| 4                                            | 12 ноября 2020                               | Асим Ферхатович-Хасе, Сараево                | Босния и Герцеговина                         | 2:0                                          | —                                            | товарищ.                                     |
| 5                                            | 11 июня 2021                                 | Национальный стадион Бахрейна, Мадинат-Иса   | Камбоджа                                     | 10:0                                         | —                                            | Отбор на ЧМ 2022 (АФК)                       |
| 6                                            | 16 ноября 2021                               | Король Абдалла II, Амман                     | Сирия                                        | 3:0                                          | —                                            | Отбор на ЧМ 2022 (АФК)                       |
| 7                                            | 27 января 2022                               | Азади, Тегеран                               | Ирак                                         | 1:0                                          | —                                            | Отбор на ЧМ 2022 (АФК)                       |
| 8                                            | 1 февраля 2022                               | Азади, Тегеран                               | ОАЭ                                          | 1:0                                          | —                                            | Отбор на ЧМ 2022 (АФК)                       |
| 9                                            | 24 марта 2022                                | «The Seoul World Cup Stadium», Сеул          | Республика Корея                             | 0:2                                          | -2                                           | Отбор на ЧМ 2022 (АФК)                       |
| 10                                           | 12 июня 2022                                 | Катар СК, Доха                               | Алжир                                        | 1:2                                          | -2                                           | товарищ.                                     |
| 11                                           | 23 сентября 2022                             | NV Arena, Санкт-Пёльтен                      | Уругвай                                      | 1:0                                          | —                                            | товарищ.                                     |

Итого: 11 матчей / 5 пропущенных голов; teammelli.com.